# Досанг
Доса́нг — посёлок в Красноярском районе Астраханской области, входит в состав Ахтубинского сельсовета.

## География
Расположен в 66 км от районного центра Красный Яр. Одноимённая железнодорожная станция Астраханского региона Приволжской железной дороги (до 1953 года Астраханская линия РУЖД). Досанг также — название обширных барханных песков к северу от посёлка.

## История
Образован в 1903 году.

## Население
| 2002 | 2010 |
| ---- | ---- |
| 732  | ↗734 |

Этнический состав
| Национальность | Численность (2010) | Процент |
| -------------- | ------------------ | ------- |
| Казахи         | 409                | 56,2%   |
| Русские        | 287                | 39,4%   |
| Татары         | 19                 | 2,6%    |
| Ногайцы        | 5                  | 0,7%    |
| Кумыки         | 4                  | 0,6%    |
| Не указана     | 4                  | 0,6%    |
| Всего          | 728                | 100%    |

## Этимология названия
Название происходит от имени калмыцкого князя Дасанга (другой вариант написания имени — Досанг), который имел зимние кочевые пастбища неподалёку от нынешнего посёлка.